# Alienostreptus bicoloripes
Alienostreptus bicoloripes — вид двопарноногих багатоніжок родини Harpagophoridae. Описаний у 2020 році.

## Поширення
Ендемік В'єтнаму. Поширений у провінціях Зялай і Контум.

## Опис
Тіло чорного кольору. Кінцівки червоно-жовті.